# Парзінське СПТУ № 7
Парзі́нське СПТУ № 7 (рос. Парзинское СПТУ №7) — присілок (колишнє селище) у Глазовському районі Удмуртії, Росія.
Стара назва — Підсобне хозяйство Агропромхімії.

## Населення
Населення — 44 особи (2010; 55 в 2002).
Національний склад станом на 2002 рік:
- удмурти — 54 %

## Урбаноніми[3]
- вулиці — Берегова, Молодіжна, Нова, Трудова, Центральна, Шкільна